# Wilhelm Karl Lebrecht von Korckwitz
Wilhelm Karl Lebrecht von Korckwitz (* 13. März 1765 in Lampersdorf im Fürstentum Oels; † 28. Oktober 1828 in Kummelwitz im Kreis Münsterberg) war ein preußischer Beamter und Gutsherr.

## Leben

### Familie
Wilhelm Karl Lebrecht von Korckwitz war der Sohn von Carl Friedrich Wilhelm von Korckwitz (1738–1809), Landrat im Landkreis Brieg und Erbherr auf Johnsdorf und Kummelwitz und dessen Ehefrau Johanne Christiane Friederike, Tochter des kursächsischen Leutnants J. C. von Koschembahr. Seine Geschwister waren:
- Wilhelm Heinrich Maximilian von Korckwitz (* 1773), als Leutnant verabschiedet und Erbherr auf Johnsdorf;
- Wilhelm Philipp Ludwig von Korckwitz (* 1775), Leutnant im Infanterie-Regiment von Ploetz;
- Juliane Helene Charlotte Friderike von Korckwitz;
- Ernestine Friderike von Korckwitz.

Sein Onkel war der Präsident der Kriegs- und Domänenkammer in Marienwerder Ernst Wilhelm Benjamin von Korckwitz.

### Werdegang
Wilhelm Karl Lebrecht von Korckwitz erhielt Privatunterricht im Elternhaus und besuchte von 1781 bis 1786 das Gymnasium Oels.
Ostern 1786 immatrikulierte er sich zu einem Studium der Rechtswissenschaften an der Universität Frankfurt an der Oder und wechselte später an die Universität Halle. 1789 kehrte er nach Schlesien zurück und unterstützte seinen Vater in dessen Amt als Landrat.
Im März 1790 kam er in die Kriegs- und Domänenkammer Breslau und war dort für das Forstwesen zuständig. Am 11. April 1794 erfolgte seine Ernennung zum Jagdjunker, worauf er am 9. Februar 1795 Kammerassessor wurde.
Am 10. Februar 1797 wurde er zum Kriegs- und Domänenrat sowie zum Forstrat im südpreußischen Petrikau befördert, später war er in Kalisch tätig.
Mit Ordre vom 23. Februar 1802 wurden ihm im südpreußischen Lentschitz die Geschäfte des Oberforstmeisters Kemnitz (1744–1802), der Selbstmord begangen hatte, übertragen; er wurde jedoch nicht zum Oberforstmeister ernannt und erhielt auch kein entsprechendes Prädikat.
Nach Beginn des Großpolnischen Aufstands zog die preußische Garnison am 7. November 1806 kampflos ab, worauf er nach Schlesien zurückkehrte und später das väterliche Gut übernahm, dazu verwaltete er die Kreisgeschäfte für den Münsterbergischen Kreis.
Als er starb, war er Erbherr auf Kummelwitz.

## Mitgliedschaften
- Seit Mai 1789 war Wilhelm Karl Lebrecht von Korckwitz Mitglied der Freimaurer.